# كورتيغانا
بلدية كورتيغانا (بالإسبانية: Cortegana) هي بلدية تقع في مقاطعة ولبة التابعة لمنطقة أندلوسيا جنوب إسبانيا.

## الديموغرافيا
بلغ عدد سكان بلدية كورتيغانا 4.896 نسمة عام 2011 (وفقاً للمعهد الوطني الإسباني للإحصاء).
| 5.206 | 5.132 | 5.013 | 4.952 | 4.977 | 4.965 | 4.896 |